# Escúchame (álbum)
Escúchame es el nombre del álbum de estudio del cantante y actor mexicano Pedro Fernández. Con este álbum marca el regreso de Pedro Fernández a la escena musical después de 4 años de ausencia; fue lanzado al mercado por Universal Music México el 29 de agosto de 2006.

## Lista de canciones
1. ¿Cómo quieres que te olvide? - 3:54
2. Escúchame - 3:01
3. Que Me Castigue el Cielo - 3:06
4. Me encantas - 3:22
5. No pasa nada - 3:58
6. Hoy en esta noche - 3:38
7. Es mi compadre - 3:02
8. Cuestión de amor - 3:58
9. Yo nací pa' cantar - 2:52
10. Eres toda una mujer - 2:53

- Datos: Q20014898